# Territorial Primera División de Vizcaya
La categoría Territorial Primera División (oficialmente Primera División Territorial de la Federación Vizcaína de Fútbol) es la octava en Vizcaya, en el País Vasco.

## Sistema de Liga Territorial Primera División
Consiste en dos grupos de 18 equipos.
Los clubes que ocupen el primer lugar de cada grupo disputarán la final, por el sistema de eliminatorias, a doble partido, al objeto de dilucidar la obtención de los títulos de campeón y subcampeón. En el supuesto de que los dos contendientes se pongan de acuerdo, dicha final se podría disputar a un solo partido, siempre que lo acrediten documentalmente, tanto tal circunstancia como disponer de un terreno de juego donde disputarla.
Los clubes que ocupen el segundo lugar jugarán entre sí, por el sistema de eliminatorias, a doble partido, al objeto de dilucidar el mejor segundo.
Ascienden a Preferente los clasificados en primer lugar y el mejor segundo, salvo que alguno de ellos no pueda hacerlo por disposición reglamentaria. 
Si se considerara necesario, los que ocupen el tercer lugar de cada grupo jugarán entre sí, por el sistema de eliminatorias, a doble partido, a fin de establecer un orden de clasificación en previsión de eventuales vacantes en la división inmediatamente superior, salvo que alguno de ellos no pueda ocupar dicha vacante por disposición reglamentaria. 
Descienden a Segunda división los que ocupen los puestos 17º y 18º de cada grupo. 
En el caso de que se produzcan más clubes descendidos de Preferente de los ya previstos, perderán la división los equipos que fuera menester, jugándose los encuentros que se consideren necesarios para dar un orden de clasificación y no previstos anteriormente, por el sistema de eliminatorias, a doble partido.

## Equipos de la temporada 2021/22
| Grupo 1º               | Grupo 2º             |
| Astrabuduako F.T. "B"  | C.D. Solokoetxe      |
| Atletismo Ortuella C.  | S.D. Amorebieta “B”  |
| Berango F.T.           | Artibai F.T.         |
| Askartza Claret C.F.   | S.D. Umore Ona       |
| Zazpi Landa K.T.       | S.D. Begoña          |
| C.D. Galea “B”         | C. Bermeo “B”        |
| Gazteak C.F.           | C.D. Ibarsusi        |
| C.D. Gazteluzarra      | Atxulaur K.E.        |
| Sporting C. de Lutxana | C.D. Orduña          |
| Gurutzeta K.F.T.       | S.D. Etxebarri       |
| C.D. La Arboleda       | Ezkurdi K.T.         |
| U.D. La Merced         | Gernika Sporting     |
| C.D. Larramendi        | Lemoako Harrobi F.K. |
| S.D. Plentzia          | C.D. Padura "B"      |
| Bizkerre C.F.          | Loyola Indautxu C.   |
| S.D. San Ignacio       | C.D. Montefuerte     |
| U.S. San Vicente       | C.D. Mungia          |
| C.F. Zuazo             | C.D. Ugao            |

## Otras Divisiones
| 1.ª  | Primera División de España              |
| 2.ª  | Segunda División de España              |
| 3.ª  | Primera División RFEF                   |
| 4.ª  | Segunda División RFEF                   |
| 5.ª  | Tercera División RFEF                   |
| 6.ª  | División de Honor de Vizcaya            |
| 7.ª  | Territorial Preferente de Vizcaya       |
| 8.ª  | Territorial Primera División de Vizcaya |
| 9.ª  | Territorial Segunda División de Vizcaya |
| 10.ª | Territorial Tercera División de Vizcaya |

- Datos: Q5640715